# Pierre Paul Dehérain
Pierre Paul Dehérain (Parigi, 19 aprile 1830 – Parigi, 7 dicembre 1902) è stato un botanico, fisiologo e chimico francese.
È stato il relatore per il dottorato del Premio Nobel Henri Moissan.
Ha lavorato come assistente presso il Conservatoire National des Arts et Métiers di Parigi, poi all'età di 26 anni, ha iniziato a insegnare presso il Collège Chaptal. Ha conseguito la laurea nel 1856 sotto Edmond Frémy.
In seguito, ha insegnato chimica agraria presso la scuola agricola di Grignon, e nel 1880, divenne professore di fisiologia vegetale, presso il Museo di Storia Naturale di Francia. Nel 1887 è stato eletto membro della Accademia francese delle scienze.
Come fisiologo, ha studiato l'assorbimento dell'anidride carbonica dalle piante e l'effetto dei raggi ultravioletti. Ha studiato l'effetto della rotazione delle colture sulla qualità del suolo.
Il genere di piante Deherainia della famiglia Theophrastaceae porta il suo nome.

## Opere principali
- Recherches sur l'emploi agricole des phosphates, 1859;
- Cours de chimie agricole, professé à L'École d'agriculture de Grignon, 1873;
- Traité de chimie agricole : développement des végétaux, terre arable, amendements et engrais, 1892;
- Les plantes de grande culture, 1898.[4]